# Guanajay
Guanajay è un comune di Cuba, situato nella provincia de L'Avana.